# Шеста влада Николе Узуновића
Шеста влада Николе Узуновића је била влада Краљевине Југославије од 18. априла 1934. до 22. октобра 1934. године.

## Чланови владе
| Функција                                       | Слика               | Име и презиме             | Детаљи          |
| ---------------------------------------------- | ------------------- | ------------------------- | --------------- |
| Председник Министарског савета                 |                     | Никола Т. Узуновић        |                 |
| Министар иностраних послова                    |                     | Богољуб Јевтић            |                 |
| Министар војске и морнарице                    |                     | Милан Ж. Миловановић      |                 |
| Министар унутрашњих послова                    |                     | Живојин Лазић             |                 |
| Министар правде                                |                     | Божидар Ж. Максимовић     |                 |
| Министар просвете                              |                     | Илија Шуменковић          |                 |
| Министар финансија                             |                     | Милорад Ђорђевић          |                 |
| Министар грађевина                             |                     | Стјепан Сркуљ             |                 |
| Министар трговине и индустрије                 |                     | Јурај Деметровић          |                 |
| Министар пољопривреде                          |                     | Драгутин С. Којић         |                 |
| Министар шума и рудника                        |                     | Милан Улмански            |                 |
| Министар саобраћаја                            |                     | Светислав Милосављевић    | до 10. 7. 1934. |
| Министар саобраћаја                            | Огњен Б. Кузмановић |                           |                 |
| Министар социјалне политике и народног здравља |                     | Фран Новак                |                 |
| Министар за физичко васпитање народа           |                     | Грга Будислав Анђелиновић |                 |